# Jacobus van Egmond
Jacques van Egmond, född 17 februari 1908 i Haarlem, död 9 januari 1969 i Haarlem, var en nederländsk tävlingscyklist.
Han blev olympisk guldmedaljör i sprint vid sommarspelen 1932 i Los Angeles.